# Gyrinomimus
Gyrinomimus es un género de peces cetomimiformes de la familia Cetomimidae. Su nombre viene del griego gyrinos (renacuajo) y el latín mimos (imitador), por parecido con los renacuajos, con tamaños máximos entre 7 y 32 cm.
Todos ellos son peces marinos batipelágicos que pueden vivir a varios miles de metros de profundidad, en el fondo abisal.

## Especies
Se reconocen las siguientes especies:
- Gyrinomimus andriashevi (Fedorov, Balushkin y Trunov, 1987) - Pezballena antártico
- Gyrinomimus bruuni (Rofen, 1959)
- Gyrinomimus grahami (Richardson y Garrick, 1964) - Pezballena flácido
- Gyrinomimus myersi (Parr, 1934) - Pezballena del Caribe
- Gyrinomimus parri (Bigelow, 1961) - Pezballena peineta